# Suniops cribrarius
Suniops cribrarius es una especie de coleóptero de la familia Attelabidae.

## Distribución geográfica
Habita en Filipinas.